# ライニング
ライニング（英語：lining）とは、物体の表面 または内面に、定着可能な物質・物体を比較的厚く覆う表面処理のことを意味する。また、その被膜自体を指していう場合もある。
表面に定着した被膜により、母材の摩擦を減じたり、耐食、耐酸、耐摩耗や高熱を避けることができる。コーティングと類似した意味合いであるが、覆っている物質の厚み等で区別されることが多い。ただし、厳密な厚みによる区別だけでは無く、使われる分野によりライニングとコーティングとの区分けが異なる。一例としては、何らかの材料を塗り重ねて作った層をコーティング、何らかのシートを貼り付けた層をライニングという場合もある。また、コーティングにはピンホールが残っており、ライニングには残っていないという区分もある。そのため、コーティングは膜厚が薄いから耐食性は低く、ライニングは膜厚が厚いから耐食性は高いと言われることがあるが、上記のように様々な区分があるため、必ずしもその限りではない。

## 用例
ライニングの方法としては溶射、クラッド、焼付け、塗覆装などがあり、一般には表面に被覆する材料で分類される。ライニングする材料としては、次のように様々な材料が、それぞれの適合環境で使われている。
- FRP樹脂シート(塩化ビニル、ポリプロピレンなど)
- 耐食金属(鉛、ステンレス鋼、チタン、タンタルなど)
- ゴムシート(硬質ゴム、クロロプレンなど)
- セメント、モルタル
- ガラス、耐酸ホウロウ
- フッ素樹脂
- 耐酸煉瓦
- 硫黄
- 黒鉛

工業分野で、鋼管の内面にライニングした塩化ビニルライニング鋼管やポリエチレン粉体ライニング鋼管、内面にモルタルをライニングしたダクタイル鋳鉄管が、上下水道等で用いられることがある。また、歯科医療分野では、窩洞に開放する象牙細管開口部を物理的に封鎖し外来刺激が歯髄に伝わるのを防止する手法を、ライニングと呼ぶ。